# Cobina Kessie
Cobina Kessie fue un diplomático ghanés.
- Cobina Kessie fue sobrino de Nana Ofori Kuma II rey del Imperio asante y llevó el título Ohene nana (Príncipe).[1]
- Del 02 de abril de 1933 al junio de 1933 fue editor de la revista Wãsù en Londres.
- El 04 de agosto de 1947 fue vicepresidendte de la United Gold Coast Convention.
- De 1947 a 1950 fue miembro del Middle Temple y Barrister en Londres.
- De 1947 a 1950 fue miembro del cabildeo de Kumasi Town Council.
- En 1957 fue miembro del Parlamento de Ghana para Kumasi South.
- En 1959 fue embajador en Monrovia (Liberia).
- De 1960 al 12 de junio de 1962 fue embajador en Pekín.
- Del 12 de junio de 1962 a 1964 fue embajador en El Cairo (República Árabe Unida).
- De 1964 a 1966 fue embajador en Belgrado.[2]